# 5702 Morando
5702 Morando este un asteroid din centura principală de asteroizi.

## Descriere
5702 Morando este un asteroid din centura principală de asteroizi. A fost descoperit pe 16 martie 1931 la Heidelberg de Max Wolf. El prezintă o orbită caracterizată de o semiaxă mare de 2,26 ua, o excentricitate de 0,13 și o înclinație de 5,3° în raport cu ecliptica.